# South Windsor
South Windsor – miasto w Stanach Zjednoczonych, w stanie Connecticut, w hrabstwie Hartford.